# Henri Françillon
Henri Françillon (ur. 26 maja 1946 w Port-au-Prince) – piłkarz haitański grający na pozycji bramkarza.
Największym sukcesem w karierze Françillona był występ z reprezentacją Haiti na Mistrzostwach Świata 1974 w RFN. Był tam pierwszym bramkarzem i wystąpił we wszystkich trzech meczach grupowych (kolejno z reprezentacją Włoch 1–3, reprezentacją Polski 0–7 i reprezentacją Argentyny 1–4).
Mimo puszczenia 14 bramek na Mundialu, gra Françillona (należy dodać, że bardzo niekonwencjonalna) została zauważona i doceniona transferem z haitańskiego Victory Sportif Club do niemieckiego TSV 1860 Monachium, który występował wtedy w 2. Bundeslidze. W Monachium spędził sezon i rozegrał w barwach TSV 1860 5 meczów ligowych.